# Lu Jiuyuan

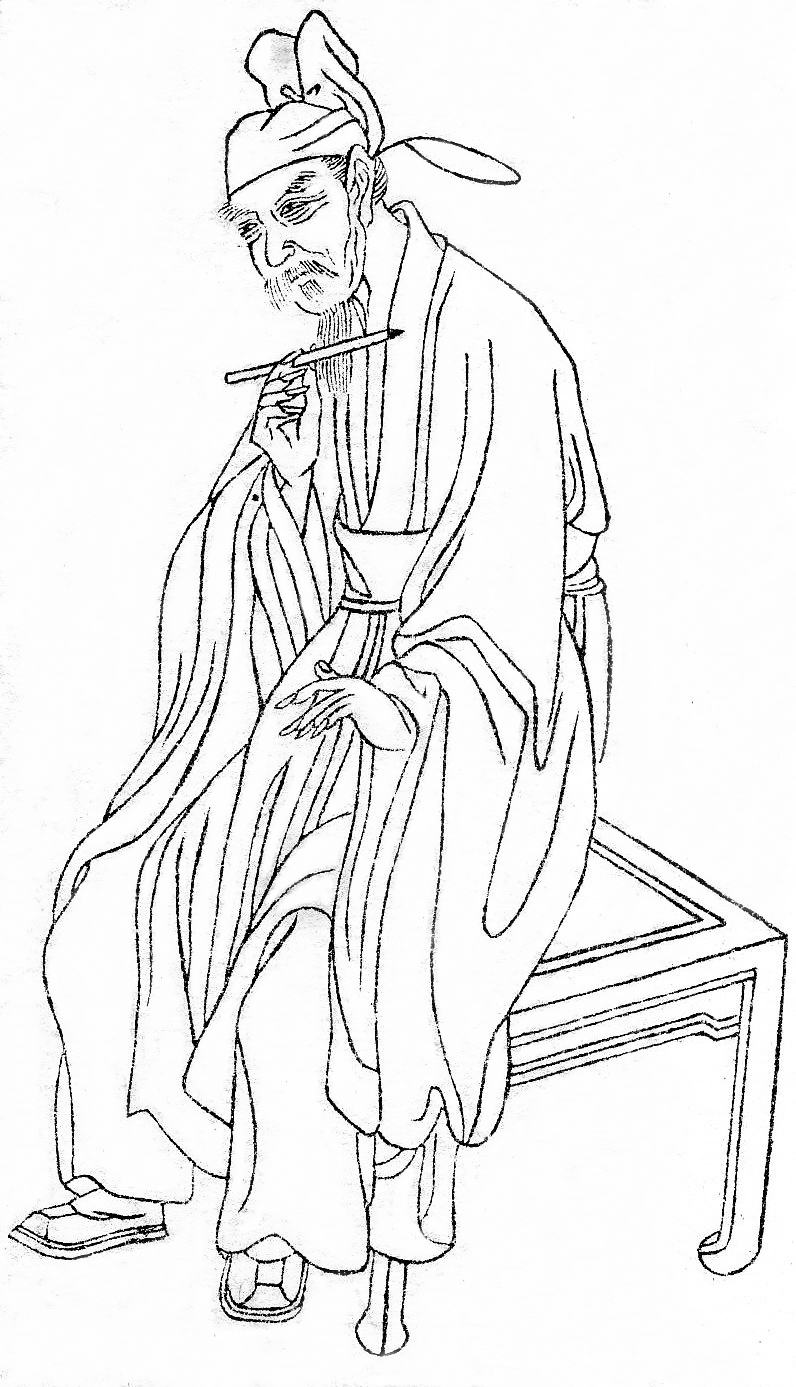
Lu Jiuyuan

Lu Jiuyuan (chiń. 陸九淵; pinyin Lù Jiǔyuān; Wade-Giles Lu Chiu-yüan) znany również jako Lu Xiangshan (陆象山; ur. 1139, zm. 1193) – uczony z czasów dynastii Song. Pochodził z Jiangsu; po uzyskaniu tytułu jinshi zajmował pomniejsze stanowiska urzędnicze i nauczał, zwłaszcza w Guozi Xue (Akademii Synów Państwa). 
Jeden z założycieli szkoły idealistycznej lub szkoły serca-umysłu (xinxue) na gruncie neokonfucjanizmu. Przeciwnik Zhu Xi, z którym w 1175 spotkał się na debacie w Świątyni nad Gęsim Jeziorem. Stał na stanowisku, że zasada jest sercem-umysłem, z której wywodzą się wszelkie rzeczy i zjawiska we wszechświecie. Umysł w filozofii Lu Jiuyuana jest tożsamy z naturą, a wszelka różnica między nimi ma jedynie charakter werbalny. Serce-umysł było elementem unifikującym wszechświat podzielony na li (zasadę)  i jego materialny przejaw qi.
Krytykował również swego oponenta za nadmierne – jego zdaniem – przywiązywanie wagi do analizowania ksiąg kanonicznych, uznając ten typ nauczania za zbyt trudny i nieskuteczny oraz do ksiąg w ogóle (ze względu na takie nastawienie nie zostawił wiele własnych pism). Podkreślał przy tym znaczenie respektowania natury moralnej twierdząc, iż musi ono nastąpić przed podjęciem formalnej nauki. Według Lu prawdziwe uczenie polegało na pielęgnowaniu wewnętrznego dobra, zawartego we własnym sercu-umyśle, i wyzbywaniu się pragnień. Metoda ta wywodzi się od Mencjusza, ale zdradza wpływy szkoły chan.
Jego myśl rozwinął znacząco Wang Yangming (1472 - 1529) i zwana jest ona stąd także szkołą Lu-Wanga.